# 阿勒斯頓
阿勒斯頓（英語：Allerston），原稱阿勒斯維勒（英語：Allersville），位於加拿大亞伯達省第五瓦納縣的非政府編制村落，現為一座鬼城。約在牛奶河鎮東方25（16英里），離美加邊境北方18（11英里）處。
阿勒斯頓位於天主教卡爾加里教區內，鎮內有座建於1911年的教堂。